# Copa da Coreia do Sul de Futebol
A  Korean FA Cup é o principal torneio eliminatório do futebol masculino de Coreia do Sul. Participam do torneio times da K League Classic (primeira divisão), K League Challenge (segunda divisão), Liga Nacional (terceira divisão) e times universitários. O torneio tem os moldes da FA Cup inglesa com jogos apenas de ida e reúne todos os times do país em um único campeonato. No atual formato, a partir de 2016, a final possui jogos de ida e volta.
Os campeão ganha uma vaga para disputar a AFC Champions League.

## Edições
| Temporada | Campeão                   | Resultado                                       | Finalista               | Estádio de la final                                                |
| --------- | ------------------------- | ----------------------------------------------- | ----------------------- | ------------------------------------------------------------------ |
| 1996      | Pohang Atoms              | 0-0 (7-6 pen.)                                  | Suwon Samsung Bluewings | Jinju Civic Stadium, Jinju                                         |
| 1997      | Chunnam Dragons           | 1-0                                             | Seongnam Ilhwa Chunma   | Estádio Mudeung, Gwangju                                           |
| 1998      | Anyang LG Cheetahs        | 2-1                                             | Ulsan Hyundai Horangi   | Estádio Dongdaemun, Seoul                                          |
| 1999      | Seongnam Ilhwa Chunma     | 3-0                                             | Jeonbuk Hyundai Dinos   | Estádio Jeju, Jeju                                                 |
| 2000      | Jeonbuk Hyundai Motors    | 2-0                                             | Seongnam Ilhwa Chunma   | Estádio Jeju, Jeju                                                 |
| 2001      | Daejeon Citizen           | 1-0                                             | Pohang Steelers         | Estádio Mundialista, Seúl                                          |
| 2002      | Jeonbuk Hyundai Motors    | 1-0                                             | Pohang Steelers         | Estádio Mundialista, Jeju                                          |
| 2003      | Jeonbuk Hyundai Motors    | 2-2 (4-2 pen.)                                  | Chunnam Dragons         | Estádio Mundialista, Seúl                                          |
| 2004      | Busan I'cons              | 1-1 (4-3 pen.)                                  | Bucheon SK              | Changwon Civic Stadium, Changwon                                   |
| 2005      | Jeonbuk Hyundai Motors    | 1-0                                             | Hyundai Mipo Dolphin FC | Estádio Mundialista, Seúl                                          |
| 2006      | Chunnam Dragons           | 2-0                                             | Suwon Samsung Bluewings | Estádio Mundialista, Seúl                                          |
| 2007      | Chunnam Dragons           | 3-2, 3-1                                        | Pohang Steelers         | Estádio Steel Yard, Pohang                                         |
| 2008      | Pohang Steelers           | 2-0                                             | Gyeongnam FC            | Estádio Jeju, Jeju                                                 |
| 2009      | Suwon Samsung Bluewings   | 1-1 (4-2 pen.)                                  | Seongnam Ilhwa Chunma   | Estádio Seongnam, Seongnam                                         |
| 2010      | Suwon Samsung Bluewings   | 1-0                                             | Busan I'Park            | Estádio Asiad, Busan                                               |
| 2011      | Seongnam Ilhwa Chunma     | 1-0                                             | Suwon Samsung Bluewings | Tancheon Sports Complex, Seongnam                                  |
| 2012      | Pohang Steelers           | 1-0                                             | Gyeongnam FC            | Estádio Steel Yard, Pohang                                         |
| 2013      | Pohang Steelers           | 1-1 (4-3 pen.)                                  | Jeonbuk Hyundai Motors  | Estádio Mundialista, Jeonju                                        |
| 2014      | Seongnam FC               | 0-0 (4-2 pen.)                                  | FC Seoul                | Estádio Mundialista, Seúl                                          |
| 2015      | FC Seoul                  | 3-1                                             | Incheon United          | Estádio Mundialista, Seúl                                          |
| 2016      | Suwon Samsung Bluewings   | 2–1 (ida), 1–2 (volta), 3–3 (agr.), 10–9 (pen.) | FC Seoul                | Estádio da Copa do Mundo de Suwon Estádio da Copa do Mundo de Seul |
| 2017      | Ulsan Hyundai FC          | 2-1 (ida), 0-0 (volta), 2-1 (agr)               | Busan IPark             | Estádio Busan Gudeok Estádio de Futebol Ulsan Munsu                |
| 2018      | Daegu FC                  | 2-1 (ida), 3-0 (volta), 5-1 (agr)               | Ulsan Hyundai FC        | Estádio de Futebol Ulsan Munsu Estádio Daegu                       |
| 2019      | Suwon Samsung Bluewings   | 0-0 (ida), 4-0 (volta), 4-0 (agr)               | Daejeon Korail FC       | Estádio Daejeon Hanbat Estádio da Copa do Mundo de Suwon           |
| 2020      | Jeonbuk Hyundai Motors FC | 1-1 (ida), 2-1 (volta), 3-2 (agr)               | Ulsan Hyundai FC        | Estádio de Futebol Ulsan Munsu Estádio da Copa do Mundo de Jeonju  |

### Títulos por clube
| Clube                   | Campeão | Vice | Edições como campeão               | Edições como vice |
| ----------------------- | ------- | ---- | ---------------------------------- | ----------------- |
| Pohang Steelers         | 6       | 3    | 1996, 2008, 2012, 2013, 2023, 2024 | 2001, 2002, 2007  |
| Jeonbuk Hyundai Motors  | 6       | 2    | 2000, 2002, 2003, 2005, 2020, 2022 | 1999, 2013        |
| Suwon Samsung Bluewings | 5       | 3    | 2002, 2009, 2010, 2016, 2019       | 1996, 2006, 2011  |
| Seongnam FC             | 3       | 3    | 1999, 2011, 2014                   | 1997, 2000, 2009  |
| Jeonnam Dragons         | 3       | 1    | 1997, 2006, 2007                   | 2003              |
| FC Seoul                | 2       | 2    | 1998, 2015                         | 2014, 2016        |
| Busan IPark             | 1       | 2    | 2004                               | 2010, 2017        |
| Ulsan Hyundai           | 1       | 3    | 2017                               | 1998, 2018, 2020  |
| Daejeon Hana Citizen    | 1       | 0    | 2001                               |                   |
| Daegu FC                | 1       | 0    | 2018                               |                   |
| Gyeongnam FC            | 0       | 2    |                                    | 2008, 2012        |
| Jeju United             | 0       | 1    |                                    | 2004              |
| Hyundai Mipo Dockyard   | 0       | 1    |                                    | 2005              |
| Incheon United          | 0       | 1    |                                    | 2015              |
| Daejeon Korail          | 0       | 1    |                                    | 2019              |